# Radical 79
El radical 79, representado por el carácter Han 殳, es uno de los 214 radicales del diccionario de Kangxi. En mandarín estándar es llamado　殳部, (shū　bù, «radical “lanza”»); en japonés es llamado 殳部, しゅぶ　(shubu), y en coreano 수 (su). En los textos occidentales es conocido como «radical “lanza”» o «radical “arma”». Nótese que existe otro radical llamado «lanza»: el radical 62.
El radical 79 aparece por lo general en el lado derecho de los caracteres que clasifica. Los caracteres clasificados bajo este radical suelen tener significados relacionados con acciones realizadas de forma violenta. Como ejemplos de esto están: 殴, «riña»; 殺, «matar»; 毀, «destruir».

## Nombres populares
- Mandarín estándar: 殳, shū, «lanza».
- Coreano: 갖은등글월문부, gaj eundeung geul wolmunbu «radical “golpear”, variado».
- Japonés:　殳旁（ほこつくり）, hoko tsukuri, «“lanza” en el lado derecho del carácter»;[1] ル又（るまた）, ru mata, «carácter ru (ル) de katakana y mata (又, “de nuevo”)» —ya que el carácter ル es parecido a 几 y 殳 se puede escribir superponiendo este último a 又—.
- En occidente: radical «lanza», radical «arma».

## Galería
| Estilos antiguos                                 | Estilos antiguos                  | Estilos antiguos                        | Estilos antiguos                   | Estilos antiguos                   | Estilos empleados actualmente       | Estilos empleados actualmente  | Estilos empleados actualmente    | Estilos empleados actualmente   | Estilos empleados actualmente  |
|                                                  |                                   |                                         |                                    |                                    |                                     | 殳                             |                                  |                                 |                                |
| 甲骨文 jiǎgǔwén (escritura de huesos oraculares) | 金文 jīnwén (escritura de bronce) | 简帛 jiǎnbó (escritura de bambú y seda) | 篆文 zhuànwén (escritura de sello) | 篆文 zhuànwén (escritura de sello) | 隸書 lìshū (estilo de los escribas) | 楷書 kǎishū (estilo regular)   | 楷書 kǎishū (estilo regular)     | 行書 xǐngshū (estilo corriente) | 草書 cǎoshū (estilo de hierba) |
| 甲骨文 jiǎgǔwén (escritura de huesos oraculares) | 金文 jīnwén (escritura de bronce) | 简帛 jiǎnbó (escritura de bambú y seda) | 大篆 dàzhuàn (sello grande)        | 小篆 xiǎozhuàn (sello pequeño)     | 隸書 lìshū (estilo de los escribas) | 繁體／繁体 fántǐ (tradicional) | 简体／簡體 jiǎntǐ (simplificado) | 行書 xǐngshū (estilo corriente) | 草書 cǎoshū (estilo de hierba) |

## Caracteres con el radical 79

| trazos | carácter       |
| ------ | -------------- |
| + 0    | 殳             |
| + 5    | 殴 段 殶       |
| + 6    | 殷 殸 殹 殺    |
| + 7    | 殻             |
| + 8    | 殼 殽          |
| + 9    | 殾 殿 毀 毁 毂 |
| + 10   | 毃 毄          |
| + 11   | 毅 毆          |
| + 12   | 毇 毈          |
| + 15   | 毉             |
| + 19   | 毊             |